# Американская бельдюга
Американская бельдюга (лат. Zoarces americanus) — морская донная рыба семейства бельдюговых. Самый крупный представитель семейства, достигает длины 1,1 м. Распространены в северо-западной части Атлантического океана.

## Описание
Максимальная длина тела 110 см, а масса — 5,4 кг; продолжительность жизни до 18 лет.
Тело удлинённое (высота тела укладывается 8 раз в длине), угревидной формы, сжатое с боков, покрыто очень мелкой чешуёй. Всё тело покрыто слизью. Голова большая, глаза маленькие, рот широкий с мягкими толстыми губами. На челюстях два ряда крупных конических зубов, на сошнике и нёбе зубов нет. Грудные плавники большие с закруглёнными краями. Брюшные плавники маленькие, расположены на горле перед грудными. Длинный спинной плавник начинается над жаберными крышками и тянется до хвостового плавника. В нём 95—100 мягких лучей, за ними располагаются 18 жёстких лучей и далее ещё 17 мягких лучей. По всей длине спинного плавника высота лучей одинаковая, лишь последние лучи сильно укорочены, что создаёт впечатление разделённости спинного и хвостового плавников. Длинный анальный плавник с 105—124 мягкими лучами соединён с хвостовым. Хвостовой плавник заострённый. На первой жаберной дуге 4—6 жаберных тычинок. Позвонков 131—144.
Окраска американской бельдюги очень изменчивая. Тело может быть грязно-жёлтым, красно-коричневым, оранжевым или оливково-зелёным. Брюхо грязно-белое, желтоватое или розоватое. Голова буро-коричневая или серо-коричневая. На боках многочисленные мелкие тёмные пятна, образующие косые изогнутые линии, которые заходят и на спинной плавник. От глаз к краю жаберной крышки проходит тёмная полоса.

## Распространение
Ареал американской бельдюги ограничен северо-западной частью Атлантического океана.

## Размножение
Для размножения американские бельдюги весной подходят в прибрежье и образуют пары. Оплодотворение внутреннее. Спариваются летом, и самки вымётывают икру в конце лета и осенью. Икра крупная, диаметром 6—7 мм, жёлтого цвета. Плодовитость зависит от размеров самок и варьирует от 1,3 до 4,2 тыс. икринок. Откладывается на твёрдые грунты в расщелины скал и между камнями, склеивается слизью тела в большие комки. Инкубационный период продолжается 2—3 месяца, в течение которого самки охраняют икру, обвивая кладку своим телом. В этот период самки не питаются.